# Per-Olof Persson
Per-Olof Persson   (8 de gener de 1933 - 26 de desembre de 2021), conegut familiarment com a Pelle Mas, fou un pilot de motocròs suec que destacà en aquest esport a començaments de la dècada del 1960, quan era un dels participants del Campionat del Món de motocròs en 500cc més reeixits. Després d'una llarga carrera en aquest esport, Husqvarna el contractà com a mecànic de fàbrica i durant les dècades de 1970 i 1980 es dedicà a preparar les motocicletes i acompanyar arreu del món els millors pilots del moment, entre ells Heikki Mikkola.

## Resum biogràfic
Persson comença a córrer motocròs a començaments de la dècada del 1950. Durant tota la seva carrera, va estar enquadrat en el motoclub Borlänge MK, al comtat de Dalarna. Debutà en competició a Solna, comtat d'Estocolm, el 1952. Durant anys, va córrer amb Husqvarna, tot i que algunes temporades va canviar a altres marques sueques com ara Monark i, al final de la seva carrera, Hedlund. Durant la dècada de 1960 va aconseguir punts sovint al campionat del món, en una època en què només els sis primers classificats als Grans Premis n'obtenien. El 1963 rebé un premi de la federació sueca de motociclisme (SVEMO) per haver estat un dels millors pilots suecs de motocròs, ja que aquell any quedà quart al mundial. Després de 18 anys de carrera i de 600 curses corregudes arreu del món, a finals dels 60 abandonà les competicions. Fou aleshores quan entrà com a mecànic de Gran Premi a Husqvarna, cosa que s'estimava més que no pas seguir amb la seva antiga professió de lampista. Al llarg dels anys, Persson acompanyà i ajudà a guanyar Grans Premis i campionats a pilots del nivell de Heikki Mikkola, Bengt Åberg, Dimitar Rangelov i altres.
Un cop jubilat, Persson s'establí a Orsa, comtat de Dalarna, on seguia vivint el 2016.

## Palmarès al mundial de Motocròs
Font:
| Any  | Motocicleta | 500cc | 250cc |
| ---- | ----------- | ----- | ----- |
| 1959 | Husqvarna   | -     | 16è   |
| 1960 | ?           | -     | -     |
| 1961 | Monark      | 17è   | -     |
| 1962 | Monark      | 9è    | -     |
| 1963 | Husqvarna   | 4t    | -     |
| 1964 | Husqvarna   | 6è    | -     |
| 1965 | Hedlund     | 6è    | -     |

1. ↑  Fins al 1961 inclòs no existia el Campionat del Món de 250 cc, ans el Campionat d'Europa (conegut també com a Coup d'Europe)